# تيلميكوسين
التيلميكوسين عبارة عن مضاد حيوي من عائلة الماكرولايد. وهو يستخدم في الطب البيطري لعلاج أمراض الجهاز التنفسي للأبقار وفي علاج أمراض داء الباستوريلات المصاحب لبكتيريا المنهيميا التي تسبب إنحلال الدم. ويستخدم لعلاج التهابات الجهاز التنفسي لدى الحيوانات والسيطرة عليها والمرتبطة بالكائنات الحية الدقيقة سريعة التأثر بالتيلميكوسين عند الدجاج والديك الرومي مثل: المايكوبلازما، الباستوريله القاتلة، البكتيريا المشعشعة الجنبية، البكتيريا الشعية المقيحة، المانهيميا، البكتيريا الحالة للدم.  